# صقلاب أرجواني
الصُقْلاب الأرجواني (الاسم العلمي: Asclepias purpurascens) نوع نباتي عشبي ينتمي إلى جنس الصقلاب من الفصيلة الدفلية. إنها متوطنة في الشرق والجنوب ووسط غرب الولايات المتحدة.

## الوصف النباتي
النبات معمر ينتشر بالجذامير. ارتفاعه من 30 سم إلى متر واحد.

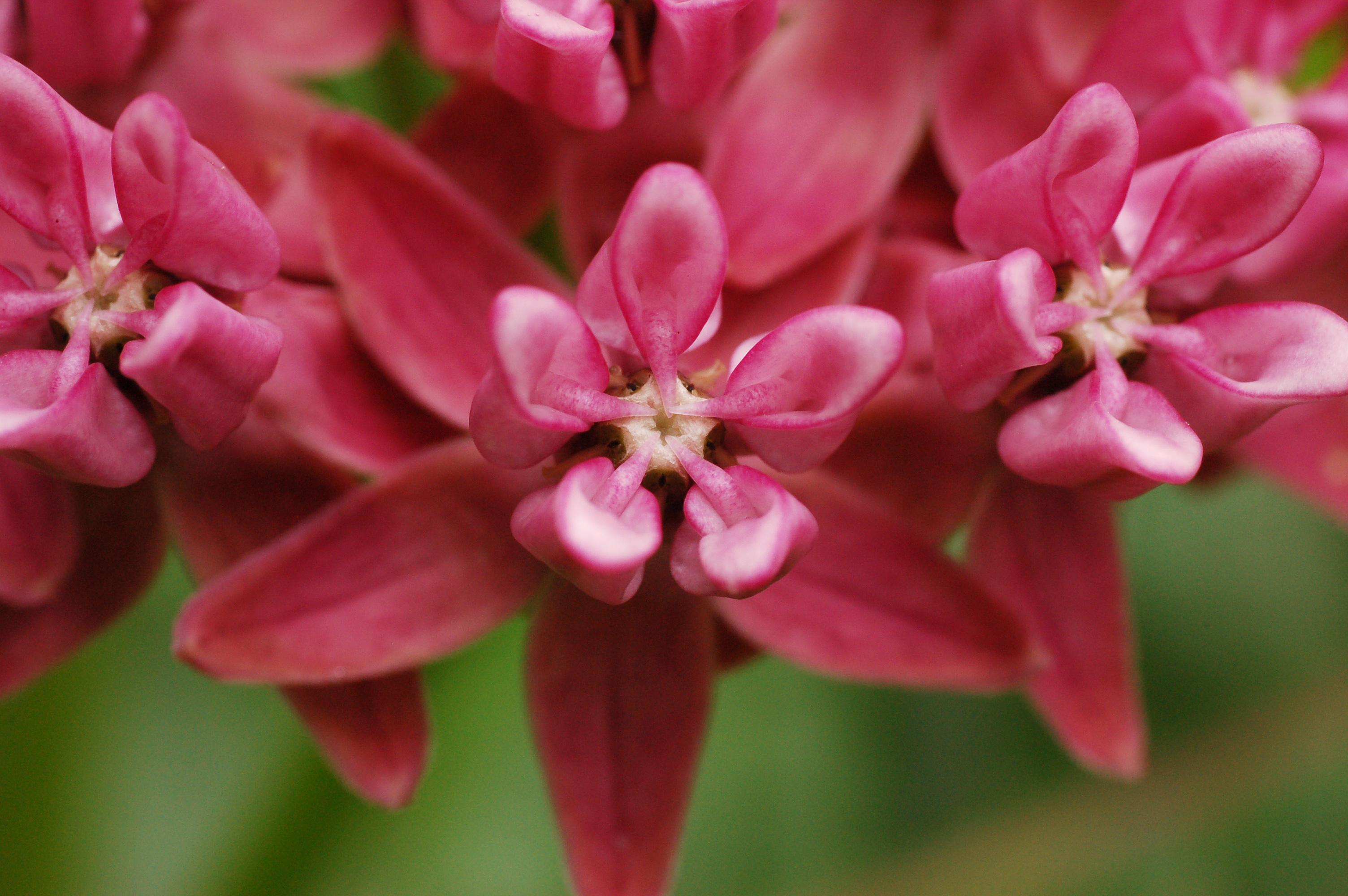
أزهار نبات الصقلاب الأرجواني

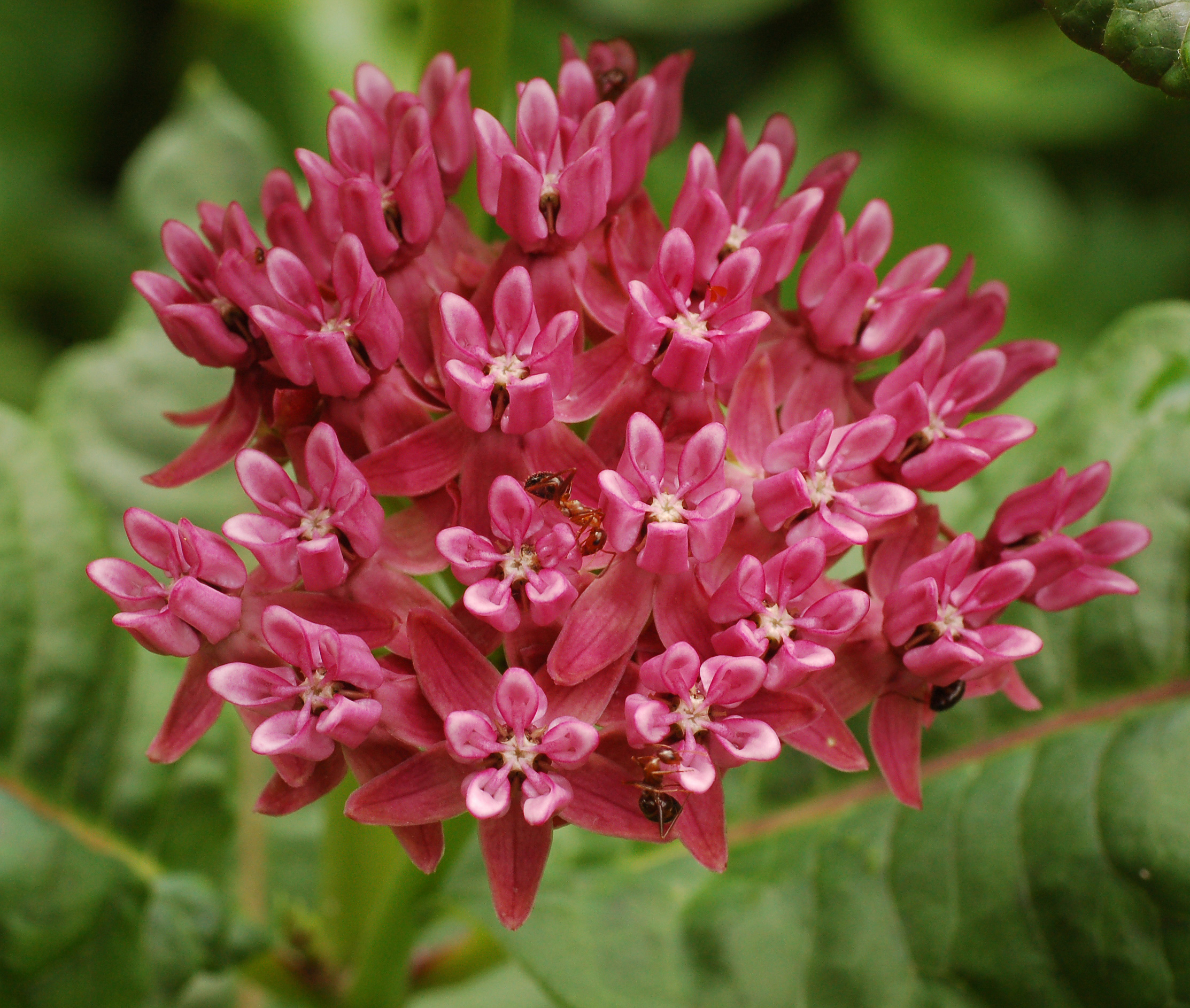
نورة زهرية حديثة التفتح للصقلاب درني الأرجواني